# Иосиф (Жук)
Ио́сиф Жук (англ. Joseph A. Žuk; 24 декабря 1872, Подкамень, Королевство Галиции и Лодомерии — 23 февраля 1934, Сент-Питерсберг, Флорида) — основатель и первый предстоятель Украинской православной церкви в Америке, которая на момент его смерти была неканонической, но в 1936 году принята в юрисдикцию Константинопольского патриархата.

## Биография
Родился 24 декабря 1872 года в Подкамне (ныне Ивано-Франковская область, Украина) в грекокатолической семье.
Окончил Духовную семинарию в Станиславове, затем в иезуитской коллегии Canisianum в Инсбруке.
В 1899 году, став епископом, Андрей Шептицкий взял Иосифа Жука к себе секретарём и рукоположил его в священника; это была первая хиротония, совершённая Шептицким.
В 1904 году защитил докторскую диссертацию в богословской коллегии «Canisianum» (Австро-Венгрия).
После того как Андрей Шептицкий стал главой УГКЦ, он назначил Иосифа ректором Львовской греко-католической семинарии.
Затем возведён в сан митрата и назначен генеральным викарием архиепископа сараевского Иосифа Штадлера; прибыл в Сараево 1 октября 1910 года. Генеральным викарием пробыл до 1 мая 1913 года, затем был назначен священником в церковь святой Варвары в Вене.
В 1924 году переехал в Канаду. Служил на разных приходах.
Стремление Ватикана латинизировать американских грекокатоликов подтолкнуло его в 1928 году к решению перейти в православие.
В 1931 году на совещании украинских греко-православных приходов в Северной Америке священник Иосиф Жук был избран кандидатом на епископское рукоположение. Вместе с тем, Иосиф Жук и единомысленное ему духовенство не желало переходить в подчинение Иоанна Теодоровича, не имевшего апостольского преемства.
Поиски канонической юрисдикции привели его к Американской Православной Католической Церкви, обособившейся от русской Северо-Американской митрополии. Американская Православная Католическая Церковь по сути была тоже раскольнической, но среди церковной неразберихи тех лет вполне могла показаться законной.
Это описано в письме епископа Виннипегского Арсения (Чаговца) к епископу Леонтию (Туркевичу) от 24 октября 1931 года следующим образом:

Всюду и в Америке и в Канаде организовывают какие-то новые православные церкви с Жуками и прочими, а мы, Православные, молчим и наблюдаем, как наши овцы разбредаются по чужим оградам. Почему нам не войти в соглашение со всеми православными епископами, здесь греки, сербы, болгары, сиро-арабы и не поговорить на Соборе о мерах и средствах к сохранению исконного (Первоначального, древнего) Православия. Я боюсь умирать, оставляя Церковь в таком хаосе.
25 сентября 1932 года был рукоположён во епископа Нью-Йоркского. Хиротонию совершили архиепископ и Примас Американской Православной Католической Церкви Евфимий (Офеш), епископ Лос-Анджелесский Софроний (Бишара), епископ Монреальский Еммануил (Абу-Хатаб) (Северо-Американская митрополия).
Окормлял к тому времени приблизительно полдюжины украинских приходов АПКЦ. После распада АПКЦ в 1933 году создал Украинскую Православную Церковь Америки.
9 ноября 1933 года объявил, что в подчинённых ему приходах в воскресенье 26 ноября состоится день траура. В этот день на приходах совершат «панихиду за души несчастных наших братьев и сестёр, которые умерли страшной голодной смертью на Великой Украине, за всех тех, что в тюрьмах чрезвычайки, на Соловецких островах, на Сибири, вдали от Родной Земли скончались».
Начал переговоры с Константинопольским патриархатом по поводу урегулирования своего канонического положения, которые не успел завершить, скончавшись 2 февраля 1934 года в Сент-Питерсберге, штат Флорида. Похоронене близ церкви на кладбище города Перт-Амбой.
На его похоронах присутствовал Архиепископ Американский Афинагор (Спиру). В 1936 году окормляемые Иофифом Жуком украинские приходы вошли в юрисдикцию Константинопольского Патриархата.